# 范金镛
范金镛（1854年—1923年），字沤舫，一字藕舫，号沤道人，江西省南昌府新建縣人。同進士出身，晚清著名画家、诗人。
光緒六年，登進士。同年五月，著交吏部掣签，分发各省以知县即用。一生清贫，但性情豪爽，寄兴山水花鸟。其画工于花鸟仕女，力主师法自然，书法奔放道劲，受到时人推崇，名高一世。著有《寒松阁谈艺琐录》、《心香室诗钞》五卷。